# Tzitzikamaia longipennis
Tzitzikamaia longipennis är en insektsart som beskrevs av Rauno E. Linnavuori 1961. Tzitzikamaia longipennis ingår i släktet Tzitzikamaia och familjen dvärgstritar. Inga underarter finns listade i Catalogue of Life.